# Kurba Vela
Kurba Vela – bezludna wyspa w Chorwacji, na Morzu Adriatyckim, w archipelagu Kornati.
Zajmuje powierzchnię 1,74 km². Jej wymiary to 4,9 × 0,5 km, a długość wybrzeża to 11,7 km. Jest zbudowana z wapienia.